# 梅園町 (岐阜市)
梅園町（うめぞのちょう）は、岐阜県岐阜市の町名。郵便番号は500-8371（集配局:岐阜中央郵便局）。

## 地理
岐阜市中央部に位置し、東は熊野町、西は鏡島、南は雲雀ケ丘・熊野町、北は本荘に接する。

## 世帯数と人口
2024年（令和6年）4月1日現在の世帯数と人口は以下の通りである。
| 町丁   | 世帯数 | 人口 |
| ------ | ------ | ---- |
| 梅園町 | 29世帯 | 70人 |

## 学区
市立小・中学校に通う場合、学区は以下の通りとなる。
| 地域 | 小学校             | 中学校             |
| ---- | ------------------ | ------------------ |
| 全域 | 岐阜市立本荘小学校 | 岐阜市立本荘中学校 |

## 歴史

### 沿革
- 1943年（昭和23年）10月26日 - 本荘（字熊野前・下河戸浦・十六切・中西）の一部より、梅園町が成立[6]。